# Audi Pik Ass
Der Audi Pik Ass (it. Asso di Picche) war ein Konzeptfahrzeug, das Audi gemeinsam mit dem Karosseriebauer Karmann aus Osnabrück verwirklicht hatte. Den Prototyp gab Karmann mit Zustimmung von Audi bei Italdesign in Auftrag. Im Jahr 1973 wurde der Wagen auf der Internationalen Automobil-Ausstellung in Frankfurt am Main vorgestellt. Insgesamt entstanden bis 1982 drei verschiedene Ausführungen des Ass-Konzepts. Neben dem Pik Ass produzierte Italdesign 1976 den Karo Ass auf der Basis eines BMW 320i. Im Jahr 1982 folgte mit dem Asso di Fiore der letzte Vertreter der Studien-Reihe.

## Hintergrund zur Entstehung der Studie
Karmann produzierte für Volkswagen den Karmann-Ghia und das Cabriolet der VW-Käfer-Baureihe. Um die Kapazitäten der Produktionsbänder auch in Zukunft zu nutzen, gab der Betrieb bei Italdesign in Turin das Design eines neuen Baumusters in Auftrag. Der Plan war hierbei, gemeinsam mit Audi eine Kleinserie an kompakten Sportwagen zu entwickeln, die Karmann fertigen konnte. So entstand der Audi „Pik Ass“ auf der Basis eines Audi 80 B1. Genutzt wurde neben der Bodengruppe die gesamte Mechanik des Audi 80 GT, dessen 1,5-Liter-Motor 85 PS leistete. Die Überhänge der Limousine wurden für ein sportliches Aussehen hinten gekürzt und nach vorne hin verlängert, was zu einer Gesamtlänge von wenig mehr als vier Metern führte.  Nur die Doppelscheinwerfer und die vier Ringe erinnerten noch an das Basisfahrzeug. Der Innenraum war ebenfalls komplett umgestaltet. Unter anderem war er mit braunem Leder ausgekleidet, wobei die Türtaschen abgenommen und als Einkaufstaschen verwendet werden konnten.

## Der Pik Ass als Vorläufer des VW Scirocco
Gemäß den Vorgaben von Karmann produzierte Italdesign den „Pik Ass“ als viersitziges Sportcoupé, das Audi als Kleinserie vertreiben sollte. Allerdings passten kleine Stückzahlen nicht in das Verkaufsprogramm des Autobauers. Anfang der 1970er-Jahre eroberte sich Audi mit Limousinen gerade den Massenmarkt, weshalb sich die Modellpalette verstärkt zur Mittelklasse orientierte. Obwohl der Entwurf in der Konzernführung als gelungen galt, ging das Auto nicht in Serie. Ein weiterer Grund war, dass Volkswagen ebenfalls plante, ein günstiges Sportcoupé auf den Markt zu bringen.
Da Giorgio Giugiaro bei Italdesign als Designer gleichzeitig am neuen VW auf Basis des Golf I arbeitete, konnte er viele Elemente der „Ass“-Studie für den Scirocco I übernehmen. Ein Jahr nach der Präsentation des Audi „Pik Ass“ ging der VW Scirocco in Serie, der hinsichtlich der Karosserie einige Gemeinsamkeiten mit der Audi-Studie hatte. Technik und Bodengruppe stammten allerdings von VW. Nach Angaben von Italdesign hatte der Prototyp auch einen großen Einfluss auf die Gestaltung des Lancia Delta, der 1979 vorgestellt wurde.